# Bib Dod Pascha
Bib Dod Pascha (* 1820 in Orosh; † 1868) war der Häuptling des albanischen Mirditen-Clans im osmanischen Sandschak von Scutari. Er erhielt den osmanischen Rang eines kapedan („Kapitän“) und den Ehrentitel eines Pascha.

## Familie

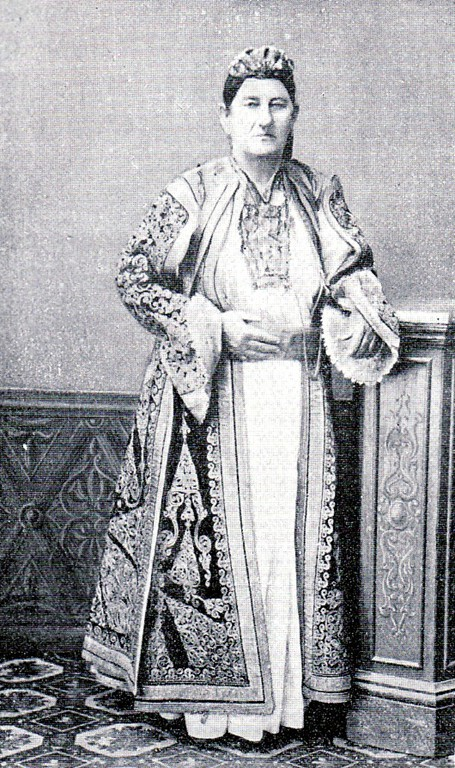
Bib Dodas Frau Hide oder Margela

Bib Doda war Mitglied des Gjonmarkaj-Clans, welcher für eine lange Zeit die Region Mirdita beherrscht hatte. Da sein Vater Gjok Doda ermordet wurde, begann Bib Dod bereits im frühen Alter, den Clan zu leiten. Er heiratete eine Frau namens Hide (später Margela, Tochter des Hasan Ajazi) aus dem Dorf Armalle in der Region Lura. Bib Dod war der Vater von Prênk Bib Doda und spielte später eine wichtige Rolle in der albanischen Politik.

## Kampf gegen die albanischen Aufständischen
Bib Doda half den Osmanen bei ihrer Aufstandsbekämpfung gegen die albanischen Rebellen des Derwisch Cara während des Aufstandes von 1843 bis 1844 in den Sandschaks Prizren, Scutari und Ohrid. Der Aufstand richtete sich gegen die Tanzimat-Reformen. Bib Doda spielte eine wichtige Rolle bei der Strafexpedition, wurde von der türkischen Regierung ausgezeichnet und erhielt ein Ehrenschwert sowie Ehrenpistolen. Im Jahre 1849 erhielt Doda den Titel „Pascha“ und die Erlaubnis, eine Armee von bis zu 10.000 Mann zu führen.
Während des Krieges zwischen dem Osmanischen Reich und Montenegro (1861–1862) spielte Bib Dod Pascha eine bedeutende Rolle: Nordalbanische Katholikenstämme sollten unter der Führung des Abtes Gaspare Crasnich und mit Unterstützung des französischen Emissärs von Napoleon III. einen Aufstand gegen die Osmanen führen. Bib Doda, der von den Osmanen weiterhin eine Bezahlung erhielt, war von den Vorteilen eines Aufstandes nicht überzeugt und hielt sich heraus, was jedoch einen Bruch seiner vorherigen Vereinbarung mit Garašanin darstellte. Im Frühling 1862 rekrutierte er einige Freiwillige, um die Türken zu unterstützen. Dies führte zu Misstrauen und einer Empörung gegen ihn. Die Aufständischen aus der Mirdita-Region überfielen und verbrannten seine Besitzungen in Kallmet. Andere Aufständische versperrten die Straßen, welche Skutari mit Prizren verbanden. Die osmanischen Behörden setzten sich schließlich durch und Gaspare Crasnich wurde verhaftet. Ein albanischer Aufstand fand nicht statt.

## Nachruhm
Mit dem Tode Bib Dodas 1868 ernannten die Osmanen jeweils einen Kaymakam aus seiner Familie. Sein Sohn Prênk wurde jedoch von diesem Posten entfernt und in die anatolische Türkei verbannt.
Bib Dod Pascha wurde in Scutari begraben. Viele katholische und türkenfeindliche Albaner betrachten ihn als „Mörder seines eigenen Volkes“, im Speziellen wegen seiner Rolle beim Aufstand des Derwisch Cara. Es gibt Vermutungen, dass das Vereinigte Königreich und Österreich-Ungarn hinter der Unterstützung von Bib Dod Pascha steckten, da sie aus geopolitischen Gründen das Osmanische Reich weiterhin als beherrschende Macht auf der Balkanhalbinsel sehen wollten.